# Muerto para el mundo
Muerto para el mundo (Dead to the World) es el cuarto libro de la saga "The Southern Vampire Mysteries", de Charlaine Harris.
En esta entrega, Sookie se enfrenta a su ruptura con Bill y retoma su vida normal en Bon Temps, o al menos todo lo normal que puede ser. Aunque se ha propuesto no involucrase de nuevo en asuntos de vampiros, no puede evitar romper la promesa al encontrarse a un desmemoriado Eric Northman y convertirse en su protectora. Las responsables son un aquelarre de poderosas brujas, cambiaformas y consumidoras de sangre de vampiro, que también quieren controlar a los seres de dos naturalezas de la zona. Mientras tanto, Jason, el hermano de Sookie, desaparece misteriosamente.

## Argumento
La entrega comienza menos de un mes después de los acontecimientos de El club de los muertos. Bill Compton visita a Sookie para decirle por qué acudió a la llamada de Lorena. Ésta fue su amante y creadora, y no se puede evadir la convocatoria de un creador. También le dice a que se va temporalmente a Perú a continuar su investigación. Sin embargo, Sookie no puede perdonarle la infidelidad. Mientras intenta superar su primera ruptura, se ve al mismo tiempo agobiada por problemas económicos.
Sookie tiene turno de noche en el Merlotte's en Nochevieja, y al volver a casa se encuentra a Eric Northman andando por la calzada, desorientado. Como parece haber perdido la memoria, Sookie lo lleva consigo a casa y avisa a Pam. Pam y Chow, copropietarios del Fangtasia, le cuentan a Sookie que recientemente han tenido problemas con un grupo de brujas que intentaron extorsionarles. Por ello suponen son también responsables de la maldición que le ha arrebatado la memoria a Eric. Le piden a Sookie que lo esconda en casa, ya que poca gente sabe que ambos se conocen. Sookie acepta protegerlo, en parte porque recibirá unos honorarios a cambio.
Al poco tiempo, Jason desaparece. Aunque Sookie avisa a la policía, decide investigar por sí misma. En casa de Jason encuentra su camioneta abierta, indicio de que le han secuestrado, y restos de sangre. Sookie le hace una visita a una exnovia de Jason que vive en Shreveport, y de paso se deja caer en el Fangtasia. El bar ha sido allanado por el aquelarre, cobrándose la muerte de una camarera humana. Abrumada, va a ver a su amigo Alcide Herveaux para contarle lo ocurrido. Alcide se preocupa de que las brujas quieran controlar también a los hombres lobo de la zona y visitan al jefe de la manada, el Coronel Flood, para ponerle al corriente. Éste les comenta que su segunda al mando, Adabelle Yancy, faltó a una reunión de la manada. Sookie y Alcide ven una posible conexión y descubren que Adabelle también ha sido asesinada.
Al llegar a casa, Sookie ve desnudo a Eric y la tensión sexual que se genera desemboca en relaciones íntimas. Desde entonces, Sookie y Eric desarrollan una peculiar relación, ya que Sookie se siente protectora hacia un perdido, asustado y definitivamente cambiado Eric, y Eric supone un apoyo emocional para Sookie. 
Sookie visita a la última chica con la que estuvo Jason antes de desaparecer, Crystal Norris, una lugareña de Hotshot. Aunque al principio no coopera, Calvin Norris, un familiar suyo, le obliga a contar todo lo que sabe, aunque no supone un gran avance en el paradero de Jason. Calvin, sutilmente, le propone a Sookie ser su pareja, de forma que la consanguinidad de Hotshot se reduzca. Sookie se da entonces cuenta de que todos los habitantes son cambiaformas y Calvin es su cabecilla.
Una noche, Marnie "Hallow" Stonebrook y su hermano Marcus, líderes del aquelarre que tantos problemas están causando, hacen una visita al Merlotte's, con la intención de obtener información de los parroquianos. Sookie se ve obligada a contarles, a fin de no parecer sospechosa, dónde vive Bill, puesto que los hermanos piensan que ahí puede estar escondiéndose Eric. Esa noche, cuando Sookie regresa a casa, Eric ha salido al bosque y se dirige hacia la casa de Bill. De no ser porque la manada de hombres lobos de Shreveport también estaba allí, los Stonebrook hubieran descubierto a Eric. Sin embargo, en la huida de aquellos, atropellan a una mujer loba, Maria-Star. La manada se da cuenta de que el aquelarre representa una verdadera amenaza. En una reunión en el Merlotte's de vampiros, hombres lobo, brujas y otras criaturas sobrenaturales, se decide atacar.
En la reunión antes del ataque, aparece inesperadamente Bill. Bill reconoce a Debbie Pelt, que acompañaba a Alcide, como una de sus torturadoras en Jackson y Alcide abjura de ella. Después, tiene lugar la lucha en la propia sede de las brujas. Aunque hay algunas bajas, ganan la batalla. Pam toma a Hallow prisionera para revertir la maldición antes de matarla.
Al volver a casa, Sookie y Eric encuentran a una furiosa Debbie en la cocina, la cual dispara a Sookie a matar, pero Eric intercepta la bala. Sookie dispara entonces a Debbie, que muere al instante. Eric se deshace del cadáver y de su coche. Al día siguiente, Eric despierta con su memoria de vuelta, pero sin recordar nada de lo ocurrido mientras estuvo bajo el influjo de la magia. Sookie lo deja pasar, ya que tiene miedo de la influencia que Eric pueda ejercer sobre ella de saber la muerte de Debbie, y también porque, aunque sintió algo por él, ya no es la misma persona. 
En una conversación con Sam, ata cabos y descubre que a su hermano le han secuestrado en Hotshot. Allí, rescata a un maltratado Jason, al que ha mordido varias veces un pretendiente de Crystal con el fin de convertirle en hombre pantera y que así Crystal no se interesase en él. Calvin Norris promete justicia a cambio de no avisar a la policía.
Al final del libro, Eric visita a Sookie con la intención de saber qué pasó durante su estancia allí, pero ella evade sus preguntas. Él deja un cheque de 50.000 dólares, en pago por su ayuda.

## Personajes

### Personajes principales
- Sookie Stackhouse
- Eric Northman

### Personajes secundarios
- Sam Merlotte
- Arlene Fowler
- Terry Bellefleur
- Holly Cleary
- Pam
- Chow
- Bill Compton
- Alcide Herveaux
- Coronel Flood
- Debbie Pelt
- Bubba
- Marnie "Hallow" Stonebrook
- Marcus Stonebrook
- Claudine
- Andy Bellefleur
- Portia Bellefleur
- Kenya Jones
- Kevin Prior

## Adaptación para la serie de la HBOTrue Blood
La cuarta temporada de la serie True Blood se apoya en los acontecimientos que ocurren en esta entrega; aunque hay notables diferencias. 
- Crystal Norris y otros habitantes de Hotshot se introdujeron en la tercera temporada, así como el hada madrina de Sookie, Claudine. Sin embargo, aparecen por primera vez en el cuarto libro.
- Bill Compton es un personaje regular de la cuarta temporada, aunque en el libro aparece en muy contadas ocasiones. En la serie, se convierte en el rey de los vampiros de Luisiana, mientras que en las novelas sigue siendo un investigador del Área 5.
- Eric había comprado la casa de Sookie antes de comenzar la temporada. En el libro la casa sigue siendo de Sookie.
- En el conflicto con las brujas están involucrados únicamente los vampiros de la serie; mientras que en la novela también lo están la manada de hombres lobo de Shreveport y algunas wiccanas.
- En la serie, Marnie Stonebrook no es cambiaformas, ni está acompañada por su hermano Marcus, pero sí por un personaje llamado igual. No intenta obligar a los seres sobrenaturales a pagarle tributo, si no que ha sido poseída por el espíritu de una bruja quemada por una Inquisición vampírica y tiene un odio irracional hacia los vampiros.
- En la serie, Tara y Lafayette se unen a las brujas. En la novela, Lafayette está muerto y Tara se hace cargo de una tienda de ropa, teniendo un papel menor.
- En las novelas, Sookie aún no sabe que tiene sangre de hada ni ha visitado su mundo. De hecho no sabe ni de su existencia hasta que conoce a Claudine.